# Piz Duleda
Piz Duleda (někdy též Piz Duledes nebo Piz Doledes) je hora o výšce 2909 m n. m. nalézající se v Dolomitech v Jižním Tyrolsku.

## Poloha a okolí
Piz Duleda se nachází v jihotyrolských Dolomitech (Itálie) v nejseverozápadnější části skupiny Puez. Se svou nadmořskou výškou 2909 m je druhou nejvyšší horou této horské skupiny. Zatímco směrem na sever prudce klesá do údolí Campilltal, na východ pokračuje horský hřeben ke dvoum vrcholům Puezspitzen (západní vrchol 2918 m, východní vrchol 2913 m). Na jihu je hora ohraničena rozsedlinou Nives-Scharte (2740 m), na západě odděluje rozsedlina Roa-Scharte (2617 m) Piz Duleda od vrcholu Kanzeln (2718 m) a tím i horskou skupinu Puez od horské skupiny Geisler.
Jižní hřeben Piz Duleda leží na území obcí St. Christina in Gröden a Wolkenstein in Gröden, zatímco severní hřeben leží na území obce St. Martin in Thurn. Hora je chráněna jako součást přírodního parku Puez-Odle.

## Alpinismus
Vrchol je přístupný po horském chodníku, který vede z Nives-Scharte přes široký jižní hřeben.
Na Nives-Scharte se lze dostat ze tří stran:
- z východního Puezalmu a chaty Puezhütte (2475 m),
- od jižní rozsedliny Sielesscharte (2505 m) horským chodníkem zajištěným několika lany
- ze severozápadu od rozsedliny Roa-Scharte krátkou ferratou, která je označována jako nepříliš obtížná.

Na vrchol se lze dostat také asi za tři hodiny od chaty Regensburgerhütte západním směrem, a to náročnou cestou přes Roa-Scharte a via ferratu Nives, případně jednodušší cestou přes rozsedlinu Sielesscharte.

## Název
Piz je románský výraz pro vrchol. Slovo Duleda pochází z příčestného tvaru gardénsko-ladinského slovesa dulè (latinsky dolare), což znamená tesat, řezat, a odkazuje na tvar skal.
Protože se Piz Duleda občas zahrnuje mezi vrcholy Puezspitzen, nazývá se někdy též jako Západní vrchol Puezspitzen, takže západní vrchol Puespitzen (2918 m) je tomto případě označován jako Střední vrchol Puezspitzen.